# دریای نمناکی

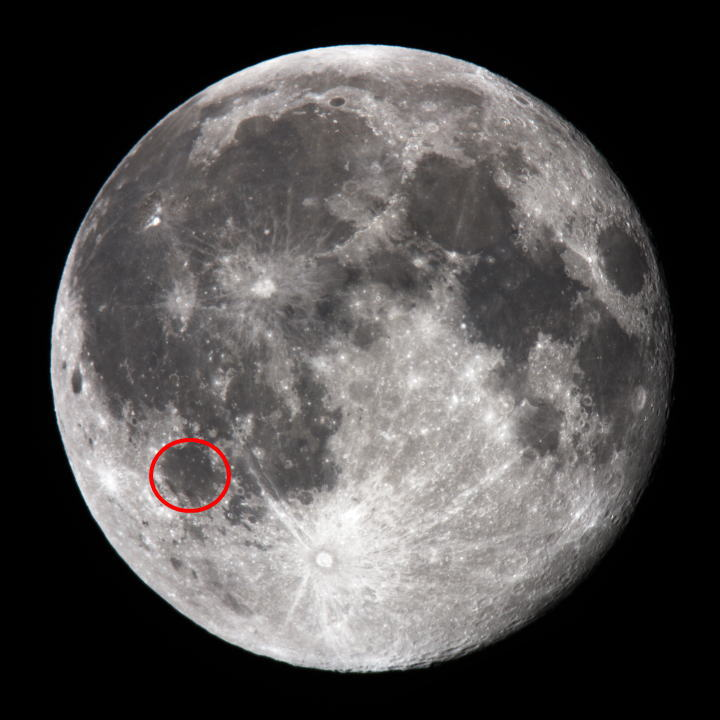
محل دریای نمناکی در کرهٔ ماه.

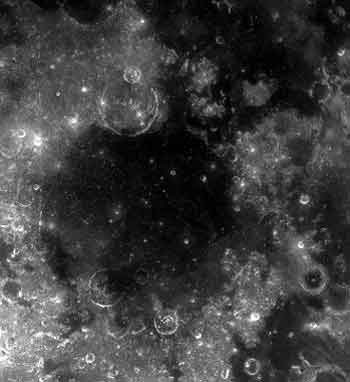
نمای نزدیک‌تر از دریای نمناکی.

دَریای نَمناکی (به لاتین: Mare Humorum) نام یکی از دریاوارهای کرهٔ ماه است.
حوضه برخوردی‌ای که این دریاوار در آن واقع شده ۸۲۵ کیلومتر قطر دارد.
برنامه آپولو از این دریاوار نمونه‌برداری نکرده‌است و بنابراین عمر آن هنوز مشخص نیست.
با این حال، نقشه‌برداری زمین‌شناختی نشان می‌دهد که دیرینگی آن باید میان عمر حوضه‌های رگبارها و شهد باشد که این امر عمری در حدود ۳٫۹ میلیارد سال را برای آن برآورد می‌کند.
حوضه نمناکی، پوشیده از لایه‌ای ضخیم از بازالت دریاواری است که به باور دانشمندان ضخامت آن در میانهٔ حوضه باید از ۳ کیلومتر هم بیشتر باشد.
در لبه شمالی دریای نمناکی یک دهانه بزرگ برخوردی به نام دهانه گاساندی وجود دارد که به عنوان یکی از مکان‌های احتمالی برای فرود آپولو ۱۷ در نظر گرفته شده‌بود.